# Mensch Kotschie
Mensch Kotschie ist eine satirische Tragikomödie aus dem Jahr 2009 von Regisseur Norbert Baumgarten, der auch das Drehbuch schrieb.

## Handlung
Jürgen Kotschie steht kurz vor seinem 50. Geburtstag. Dank einer Familie (Frau Karin und Sohn Mario), einem großen Haus und einen guten Job als Bauingenieur sollte Jürgen eigentlich keine Sorgen mehr haben, doch stattdessen fällt er in eine Sinnkrise, empfindet seinen Alltag immer bedrückender und sein Leben immer sinnloser.
Sein Vater lebt in einem Heim, spricht nicht mehr und klammert sich ständig an eine TV-Fernbedienung. Jürgen holt ihn regelmäßig aus dem Heim ins Haus der Familie, wo dieser sich allerdings auch nur stumm an seine Fernbedienung klammert. Jürgen denkt nun öfter zurück an seine ehemalige Geliebte Carmen Schöne, mit der er vor acht Jahren ein Verhältnis hatte. Carmen erscheint ihm nun auch in seinen Träumen. Als er eines Tages seinen Vater abholen soll, stirbt dieser. Auf dem Rückweg fährt Jürgen nicht nach Hause, sondern nimmt eine Tramperin mit, mit der er später in eine Karaoke-Bar zum Feiern geht. Nachdem er alleine in der Bar zurückbleibt und sich verfährt, läuft ihm ein Hund zu, den er auf seine Fahrt mitnimmt.
Er entschließt sich, seine ehemalige Geliebte Carmen aufzusuchen, die mit ihrem Mann Manfred und ihrer Tochter Jenny zusammen wohnt. Offenbar ist Jenny das uneheliche Kind von Jürgen, von dem niemand weiß. Am nächsten Tag holt Jürgen unter einem Vorwand Jenny von der Schule ab und besucht mit ihr zusammen einen Freizeitpark. Bevor er sie wieder zurückfährt holt er 20.000 Euro von der Bank ab und gibt es Jenny in einem Umschlag mit.
Bevor Jürgen in einen Wald fährt, setzt er den Hund aus. Dort will er sich mit den Autoabgasen vergiften. Als er wieder aufwacht, lebt er noch, da der Hund den Schlauch, der die Abgase ins Wageninnere leiten sollte, abgerissen hatte. Jürgen tanzt und fasst neuen Lebensmut.

## Kritiken
„Satirische Komödie, die überzeugende filmische Erzählmittel für das Gefühl umfassender Entfremdung findet und einen emotionalen Ausnahmezustand präzise in Bilder gefasst, die über Raumpoetik, Farbdramaturgie und Perspektivierung die Erlebniswelt des Helden transparent machen. Dass dabei die Lakonie bisweilen etwas dick aufgetragen wird, fällt kaum ins Gewicht.“

„[D]er pointiert humorvolle Film von Norbert Baumgarten [zeigt seine Geschichte] in wunderbar überhöhten und teils absurden Bildern, die an andere Filme wie American Beauty und Blue Velvet denken lassen und von Slapstick-Sequenzen bis zu melancholischen Momenten reichen. Einige Szenen und viele hübsche einzelne Ideen fügen sich zu schönen Kapriolen, etwa wenn sich die Traumbilder von den zwei Frauen oder Kotschies Schilderungen seines nervlichen Zusammenbruchs sich mit den Telefonaten wegen des Geburtstagsbuffets verbinden. […] Ihre Faszination erzielt die Geschichte vor allem auf der Bildebene.“

„Die präzisen Bilder dieses Films, die ausgeklügelte Ausstattung von Natalja Hansen, teilen die Vorliebe mancher Comic-Zeichner für extreme Blickwinkel. Die Vogelperspektive macht aus dem Inneren einer Dorfkirche eine erhabene Szenerie. In einem Bildroman lobt man so etwas als besonders ‚filmisch‘, aber im Kino erwartet man diesen Einfallsreichtum gar nicht mehr. Diese Einfälle haben eine klare Funktion: Sie zeigen die Einsamkeit in einer perfekten Welt, die ihre Ordnung feiert, ob man nun dabei ist oder nicht. Nichts wird sich ändern, wenn man tot ist.“

## Auszeichnungen
Die Deutsche Film- und Medienbewertung (FBW) verlieh dem Film das Prädikat „wertvoll“.